# Patrick Tse
Patrick Tse Yin (nacido Tse Ka-yuk, Cantón, 9 de agosto de 1936) es un actor, productor, guionista y director de cine de Hong Kong.

## Biografía
Patrick Tse comenzó su carrera como actor en la década de 1950 y permaneció activo durante los siguientes 40 años. Es un actor versátil y popular, que suele interpretar los papeles principales masculinos.
Tse trabajó brevemente como escritor, director y productor en la década de 1970:
- If Tomorrow Comes (1973) como productor / director
- Madness of Love (1972) como director
- Fantasía de un año (1974) como guionista / director
- Love in Cubicle (1974) como guionista / director
- Adiós querida (1974) como director
- El espléndido amor en invierno (1974) como guionista / director
- Love in Hawaii (1976) como productor / director
- Amor confuso (1977) como director

Dejó de actuar en la década de 1990 después de emigrar a Canadá, pero volvió a actuar en 1999.

## Vida personal
En 1974 se casó con una actriz taiwanesa nacida en Beijing, pero se divorciaron en 1978. Su segunda esposa fue la actriz de Hong Kong; Deborah Lee (chino :狄波拉), con quien tuvo dos hijos (el popular actor y cantante de Hong Kong Nicholas Tse y la actriz y modelo Jennifer Tse). Tse y su familia vivieron en Vancouver después de su retiro de la actuación, pero desde entonces su familia ha regresado a Hong Kong. Tse y Deborah se divorciaron en 1996. En 2005, él ha estado en la relación con su novia de toda la vida en Shanghái, conocida sólo por Coco quien es 49 años menor que él. Tse y Coco se separaron previamente a fines de 2017 y desde entonces volvieron a estar juntos a fines de 2018.

## Filmografía
| Año  | TÍtulo en inglés                                                   | Rol            | Notas               |
| ---- | ------------------------------------------------------------------ | -------------- | ------------------- |
| 1964 | The Beau                                                           | Ka Bo          |                     |
| 1979 | Over the Rainbow                                                   | To Yat-tin     |                     |
| 1980 | The Bund II                                                        | Tik Wan-chi    |                     |
| 1980 | The Shell Game                                                     |                |                     |
| 1982 | Demi-Gods and Semi-Devils                                          | Duen Ching-sun |                     |
| 1983 | The Legend of the Condor Heroes: The Iron-Blooded Loyalists        | Yeung Tit-sum  |                     |
| 1983 | The Legend of the Condor Heroes: Eastern Heretic and Western Venom | Yeung Tit-sum  |                     |
| 1983 | The Legend of the Condor Heroes: The Duel on Mount Hua             | Yeung Tit-sum  |                     |
| 1985 | The Flying Fox of Snowy Mountain                                   | Miu Yan-fung   |                     |
| 1986 | Heir to the Throne Is...                                           | Cheung Leung   |                     |
| 1986 | The Legend of Wong Tai Sin                                         | Prince Lung    |                     |
| 2001 | Siu lam juk kau                                                    | Hung           |                     |
| 2005 | Central Affairs                                                    |                |                     |
| 2018 | A Beautiful Moment                                                 |                |                     |
| 2019 | Missbehavior                                                       |                |                     |
| 2020 | Forensic Heroes IV                                                 | Long Siu-tin   | Aparición en cameo. |